# Menocchio
Domenico Scandella, kallad Menocchio (även Menoch, Menochi), född 1532, död 1599, var en mjölnare från bergsbyn Montereale Valcellina i italienska Friulien. Han var en fritänkare och ifrågasatte den katolska kyrkans etablerade syn på världen. Han dömdes av Inkvisitionen och brändes till slut på bål. Menocchio figurerar i Carlo Ginzburgs bok Osten och maskarna och – i något omvandlad form – i Renato Queirolos och Anna Brandolis serieroman Rebecca.

## Biografi

### Bakgrund
Menocchio var gift och hade elva barn. År 1581 utsågs han till borgmästare för byn och de omgivande småbyarna.

### Utbildning
Menocchio var en läskunnig mjölnare och ägnade sig åt filosofiska predikningar. Hans läskunnighet var möjligen följden av att man hade öppnat skolor i området – Aviano och Pordenone Friulien – i början av 1500-talet. Skolorna leddes av Girolamo Amaseo och syftade till ”läsning och utlärande, utan undantag, för barn till stadsbor, hantverkare och de lägre klasserna, gammal såväl som ung och helt utan avgifter”. Menocchio började läsa de böcker som fanns tillgängliga lokalt och inledde sin omtolkning av Bibeln.
Det finns ingen fullständig lista på böckerna som Menocchio kan ha läst och som påverkade hans världsbild. När han arresterades ägde han ett antal olika böcker, men eftersom de inte var förbjudna skrev ingen upp boktitlarna. Baserat på vad som finns skrivet om det första rättegångsförhöret mot Menocchio (genomfört efter en anonym anmälan om kätteri 1583), lär han ha läst åtminstone dessa böcker:
1. Bibeln översatt till folkspråket,
2. Il fioretto della Bibbia (översättning av en medeltida kalalansk krönika som sammanställts från olika källor),
3. Il lucidario della Madonna av dominikanmunken Albert da Castello,
4. Il lucendario de santi av Jacopo da Voragine (relaterad till Legenda aurea),
5. Historia del giudicio (anonym 1400-talsdikt),
6. Il cavallier Zuanne de Mandavilla (italiensk översättning av en reseskildring som tillskrivits John de Mandeville),
7. Zampollo (Il sogno dil Caravia).
I Menocchios vittnesmål under hans andra rättegångsförhör (från 1599) nämndes även de här böckerna:
8. Il supplimento della cronache,
9. Lunario al modo di Italia calculato composto nella citta di Pescaro dal. ecc. mo dottore Marino Camilo de Leonardis,
10. Decamerone av Giovanni Boccaccio,
11. en oidentifierad bok som tros vara en italiensk översättning av Koranen.
Många av de här böckerna lånades ut till Menocchio. Detta var böcker som var vanliga vid den tiden.

### Predikningar
Under de förberedande förhören talade Menocchio öppet, eftersom han ansåg att han inte hade gjort något orätt. I det här förhöret förklarade han sin kosmologi om ”osten och maskarna”:
| ” | Jag har sagt att jag anser att allt var kaos, det vill säga att jorden, luften, vattnet och elden var sammanblandade; och ur den blandningen formades en massa – på samma sätt som ost formas av mjölk – och maskar uppträdde i massan, och de var änglarna. Det heligaste av majestät förklarade att dessa skulle föreställa Gud och änglarna, och bland de här änglarna fanns också Gud, eftersom han också samtidigt hade skapats i den här massan, och där utsågs han till herre med fyra kaptener, Lucifer, Mikael, Gabriel och Rafael. Lucifer försökte göra sig till herre och jämlik med kungen, det vill säga hans majestät Gud, och på grund av hans arrogans befallde Gud att han och hans anhang skulle fördrivas från himmelriket; den här Gud skapade senare Adam och Eva och mängder av folk som skulle ersätta de änglar som hade fördrivits. Och eftersom den här massan inte följde Guds bud sände han sin son, som blev gripen av judarna, och så blev han korsfäst. | „ |

Menocchio hade en ”tendens att reducera religionen till moralfrågor”, vilket under (den första) rättegången mot honom användes som rättfärdigande; han var övertygad om att den enda synden var den att skada sin nästa och att hädelse inte skadade någon annan än hädaren själv. Han gick så långt som till att hävda att Jesus var född av en människa och att Maria inte var en jungfru, att påven inte hade fått någon makt från Gud (utan bara var ett exempel på en god människas kvaliteter) och att Jesus Kristus inte hade dött för att ”sona människans synder”.
Menocchio fick en varning – av både kyrkan och hans egen familj – och förmandes att hålla sig till den romersk-katolska kyrkans dogmer. Därefter återvände han till sin by. Eftersom han var den har var, kunde han inte avhålla sig från att prata teologi med dem som ville höra på. Han hade ursprungligen menat att hans idéer kom från en ”diabolisk inspiration” och Djävulens inflytande, men erkände senare att han helt enkelt hade kommit på idéerna själv.

### Rättegång, dom och död
Menocchio blev flera gånger förhörd (första gången 1584, andra gången 1599) och slutligen dömd av inkvisitionen. År 1599 brändes han slutligen på bål vid 67 års ålder, på order av påven Clemens VIII. De bevarade, ovanligt omfångsrika förhörsprotokollen utgör en historisk källa och ger en enastående inblick i allmogereligion vid slutet av medeltiden och under renässansen.

## Inom litteraturen
Carlo Ginzburgs forskning kring Menocchio räknas inom historievetenskapen till kulturhistoriens nyare strömningar. Menocchio dyker upp i hans Osten och maskarna (Il formaggio e i vermi, 1976). Den är en mikrohistorisk roman, där Ginzburg beskrev en historisk epok och miljö – folkreligionen i 1500-talets Norditalien – utifrån en enskild person.
Baserat på Ginzburgs bok använde författarparet Renato Queirolo och Anna Brandoli figuren Menocchio i sin serieroman Rebecca. Där förflyttas Menocchio hundra år tillbaka i tiden, till den tidiga renässansens Norditalien.

### Publikationer
- Ginzburg, Carlo (1976): Il formaggio e i vermi : il cosmo di un mugnaio del 500, Torino : G. Einaudi. (italienska)[4]
  - 1983 –  Osten och maskarna. En 1500-talsmjölnares tankar om skapelsen. Stockholm: Ordfronts förlag. ISBN 91-7324-161-X (svenska)
- Queirolo, Renato/Brandoli, Anna (1984): Rebecca, Orient Express, 159 sidor. (italienska)
  - 1990 – Rebecca, Medusa/Epix. ISBN 91-7089-013-7. (svenska)